# 巴特温嫩贝格
巴特温嫩贝格（德語：Bad Wünnenberg，發音：[baːt ˈvʏnənbɛʁk] ⓘ）是德国北莱茵-威斯特法伦州代特莫尔德行政区帕德博恩县的城市，面积161.3平方千米，2023年12月31日人口为12,546人。